# 古德琼森暗示性量表
古德琼森暗示性量表（英语：Gudjonsson suggestibility scale，简称：GSS ）是一项心理测试，用于测量受试者的可暗示性。该量表由曾在冰岛担任侦探的心理学家吉斯利·汉内斯·古德琼森（Gísli Hannes Guðjónsson）于1983年在英国创立。测试内容包括向受试者朗读一篇短篇故事并测试其回忆能力。该测试已在多个司法管辖区的法庭案件中使用，但同时也受到了来自各方的各种批评。

## 历史
古德永森暗示性量表(GSS)由冰岛心理学家吉斯利·汉内斯·古德永森(Gísli Hannes Guðjónsson)于1983年创建。由于吉斯利发表了大量关于可暗示性的文章，他经常被传唤为法庭案件的专家证人，而案件当事人的可暗示性对诉讼程序至关重要。为了测量可暗示性，吉斯利创建了一个相对简单且可在各种环境下使用的量表。他注意到，虽然关于诱导性问题对可暗示性的影响的研究已有很多，但对于“具体指导”和“人际压力”的影响知之甚少。以前测量可暗示性的方法主要针对“催眠现象”；然而，吉斯利的量表是第一个专门用于结合疑问事件使用的量表。
他的测试依赖于疑问可暗示性的两个不同方面：测量被询问者在多大程度上屈服于诱导性的问题，以及在施加额外的疑问压力时，被询问者在多大程度上改变了他们的回答。该测试专门用于衡量暗示性问题和指示的效果。虽然该量表最初是用英语开发的，但已被翻译成多种语言，包括葡萄牙语、意大利语、荷兰语和波兰语。

### 方法
GSS测试包括给受试者读一篇短篇故事，然后让受试者进行一般的回忆活动、测试和复测。

测试首先会给受试者读一篇短篇故事，如：
来自南克罗伊登的安娜·汤姆森在西班牙度假时，在酒店外被抢劫，包里装有价值50美元的旅行支票和护照。她大声呼救，并试图反抗，踢了其中一名袭击者的小腿。一辆警车很快赶到，这名女子被带到最近的警察局，在那里她接受了侦缉警长德尔加多的讯问。这名女子报告说，她遭到了三名男子的袭击，其中一人她形容为东方人。据说这些男子身材苗条，二十出头。警官被这名女子的故事所感动，建议她联系英国大使馆。六天后，警方找到了这名女子的手提包，但包里的东西却下落不明。三名男子随后被起诉，其中两人被判处监禁。只有一人曾因类似罪行被定罪。这位女士与丈夫西蒙和两个朋友返回了英国，但仍然害怕独自一人外出。 
受试者被要求仔细聆听正在朗读的故事，因为他们需要报告之后记住的内容。研究人员将故事大声朗读给参与者听后，要求受试者进行自由回忆，即报告所有记得的内容。为了增加评估难度，除了故事结束后立即报告外，受试者还可能被要求在50分钟后，报告这些内容。这部分的评估将根据受试者正确回忆的事实数量进行评分。
评估的第二部分是实际量表。它包含20个与短篇小说相关的问题：15个暗示性问题，5个中性问题。这15个暗示性问题可以分为三种暗示性类型：引导性问题、肯定性问题和假选择题。它们的目的是衡量参与者对暗示性问题的"屈服"程度。
诱导性问题包含一些“显著的先例”，其措辞使其看起来合理，易于得到肯定的答案。GSS中的一个诱导性问题会问:“那位女士的眼镜在打斗中摔坏了吗？”
肯定性问题是指那些提出报道中未曾出现的事实，但包含肯定性反应偏见的问题。例如，"袭击者被捕六周后是否被定罪？"
虚假选择题也包含故事中未出现的信息；然而，这些问题专门关注故事中未出现的物体、人物和事件。其中一个问题是："这名女子是用拳头还是手提包打了其中一名袭击者？"
五个中性问题包含一个肯定的正确答案；正确答案是“是”。在1987年后，GSS进行了修改，这五个问题也纳入了转变（Shift）评分。此版本被称为古德琼森暗示性量表 2 ，简称 GSS2 。
二十个问题分散在评估中，以掩盖其目的。受审者会被“强制”告知，他们的故事存在错误，必须再次回答问题。在回答完第一份问卷后，受审者会被告知他们犯了一定数量的错误，并被要求再次检查评估，纠正他们发现的任何错误。对提示性问题所做的任何修改都将被记录下来。

#### 得分
评分主要分为两类：记忆回忆和暗示性。记忆回忆是指受试者在自由回忆中正确记住的事实数量。每个事实值一分，受试者在此部分最多可获得40分。
暗示性部分分为三个子类别——产量、转变和总分。产量指的是基于原始故事，受试者回答错误的暗示性问题的数量。每个问题一分，受试者在此部分最多可得15分。如果受试者进行了两次回忆活动，则第二次试验的分数不计入得分。转变指的是受试者在被告知检查原始答案并纠正错误后，答案发生的任何显著变化。受试者在此部分最多可得15分。总分指的是产量和转变（Shift）分数的总和。
在195人的样本中，我们通过两组不同的”Yield“来表示被试人员接受暗示的屈服程度，以及“Shift”来说明暗示性在被试人员中的转变程度。其中，Yield 1的平均得分为4.9，标准差为3.0。Yield 2的平均得分为6.9，标准差为3.4。Shift的平均得分为3.6，标准差为2.7。总体暗示性（Yield + Shift）的平均得分为8.5，标准差为4.3。记忆回忆的平均得分为19.2，标准差为8.0。

#### 可靠性和有效性的测量
GSS的Yield 1和Shift问题之间的内部一致性得分范围从-0.23到0.28。据报道，15个屈服（Yield）问题和15个转变（Shift）问题的内部一致性分别为0.77和0.67。
GSS2的内部一致性比GSS1高。重测信度为0.55。总体而言，Shift分数的内部一致性最低，为0.11。其他分数均显著。使用葡萄牙语版 GSS 进行外部效度测试后，结果显示疑问暗示性与人格因素之间无相关性，疑问暗示性与焦虑之间亦无相关性。即时回忆和延迟回忆与所有暗示性分数呈负相关。

## 在司法系统中的用途

### 在刑事诉讼中的使用
刑事司法系统中最常使用 GSS。 
众所周知，人类记忆不可靠，目击证人的证词亦是如此。但西方国家高度依赖此类证词，基于错误目击证词的错误定罪案例已被公开，并已向公众发出警告。
通过GSS，心理学家可以识别出哪些人可能在接受讯问时容易对事件做出虚假陈述。在被告接受讯问或交叉盘问的情况下，GSS可能很有用。有证据表明，囚犯和普通人群的GSS分数有所不同。在普通人群中，GSS分数高与虚假供述的可能性增加相关。Pires(2014)研究了40名葡萄牙囚犯，发现囚犯的暗示性分数高于普通人群。该群体在GSS的即时回忆部分得分最低，这表明他们较高的暗示性是由于他们的记忆容量较低。
对此现象的可能解释是，囚犯自愿参与研究，并被告知参与不会对他们产生负面影响。因此，即使对于患有反社会人格障碍的囚犯，研究也是在“合作氛围”下进行的。对测试情况或考官持消极态度的囚犯对暗示的脆弱性较低。此外，惯犯比无前科的囚犯更能抵抗审讯压力；这可能是因为他们在审讯环境中的经历。研究发现，承认自己未犯下的罪行的人的 GSS 分数比那些更能抵抗警方讯问的人更高。
在法庭诉讼中使用GSS，人们的反应褒贬不一。在美国，许多州的法院裁定，GSS既不符合Frye标准，也不符合Daubert标准，不符合专家证词的可采性。例如，在Soares诉马萨诸塞州案（2001年）中，马萨诸塞州上诉法院表示，该案“缺乏证据证明GSS作为衡量暗示易感性或测试结果适当应用的科学有效性或可靠性”。
同年，威斯康星州最高法院在萨默斯诉威斯康星州案中，维持了初审法院排除辩方专家关于GSS的证词的判决，因为该证词“对于专家能够提供哪些信息或见解来帮助陪审团，以及这些见解的科学依据，都含糊其辞”。尽管存在这些判决，GSS仍被允许在多起案件中使用。例如，在2003年的俄勒冈州诉罗梅罗案中，俄勒冈州上诉法院裁定，辩方专家关于古德琼森暗示性测试结果的证词——该证词旨在支持被告声称其向警方的供词是非自愿的——达到了“可采性门槛”，因为“该证词对事实裁定者来说，具有证明力、相关性，并且有帮助”。 
专家们将GSS的暗示性与法律诉讼中米兰达放弃的自愿性联系起来。尽管如此，在上诉案件中，很少有GSS被提交给法庭，并提及嫌疑人放弃米兰达权利是否是自愿的。罗杰斯（2010）专门研究了GSS预测人们理解和同意米兰达权利的能力。该研究发现，GSS评估的暗示性似乎与“米兰达理解力、推理能力以及被拘留者对警察胁迫的感知”无关。与顺从性低的被告相比，顺从性高的被告的米兰达理解力和行使米兰达权利的推理能力明显较低 。 

### 在青少年犯罪诉讼中的使用
司法系统中青少年的得分与成年人不同。理查森（1995）对65名青少年罪犯进行了GSS测试。当与成年罪犯在智商和记忆力方面进行匹配时，青少年更容易屈服于质询压力（Shift），尤其是在得到负面反馈后改变答案。然而，他们对引导性问题的回答并不会比成年人群体更容易受到暗示性的影响。
这些结果可能并非由于记忆容量所致，因为研究表明，儿童在自由回忆中能够检索的信息会随着年龄的增长而增加，到12岁左右就与成年人持平。Singh（1992）对无犯罪记录的成年人和青少年进行了比较，结果表明青少年的暗示性得分仍然高于成年人。一项将犯罪青少年与正常成年人进行比较的研究也发现了同样的结果。研究人员建议，警方讯问人员不要通过批评青少年嫌疑人和证人的回答来对他们施加过大的压力。

## 评论

### 与智力障碍人士一起使用
将GSS用于智力障碍人士的做法受到了批评。这一争议部分是由于GSS的记忆成分较大。研究表明，智力障碍人士表现出的高度暗示性与他们对GSS中呈现的信息记忆不佳有关。智力障碍人士难以记住GSS虚构故事的某些内容，因为这与他们无关。当智力障碍人士接受基于对他们个人而言具有重要意义的事件的测试时，他们的暗示性会显著下降。就虚假供述而言，这种供述涉及被告不在场的情况，GSS与供述的相关性可能大于与证人证词的相关性。有时使用GSS的另一种情况是作为评估被指控犯罪的人是否有能力对指控进行辩护的一部分。尽管人们认为GSS很有用，但我们建议不要在法庭上使用GSS，因为其结果可能无法准确反映被告人理解针对他们的指控或接受审判的能力。

### 内部一致性信度
GSS的一个问题是内部一致性信度，尤其是在测量的“Shift”部分。无论是正向转变还是负向转变，其内部一致性信度水平均为 x² = 0.60。内部转变分数报告为 x² = 0.60，这个数字“低得令人无法接受”。这些数字可能解释了为什么研究没有发现“Shift”分量表与其他外部标准之间存在“理论上有意义的相关性”。 
研究人员反对使用总体暗示性综合指标，因为有证据表明”Yield 1“和”Shift“分数之间没有显著相关性。这种缺乏相关性是有问题的，因为它“表明，对引导性问题的屈服和对面试官的负面反馈的屈服是在完全不同的过程中进行的”。其他研究人员发现，暗示性有两种类型：直接和间接。未能考虑到这些因素可能导致GSS存在方法论问题。研究人员建议，在这些问题得到解决之前，GSS应该仅限于产量子量表。 

### 认知负荷对暗示性的影响
Drake等人（2013）旨在发现增加认知负荷对GSS中的暗示性分数的影响，特别是对伪装疑问暗示性的尝试的影响。这项研究以80名本科生为对象，每位学生被分配到四种条件中的一种，这些条件由指导类型（真诚或指示伪装）和并发任务（是或否）组合而成。研究结果表明，与“真诚的受访者”相比，没有执行并发任务的指示伪装者在Yield 1上的得分明显更高。执行并发任务的指示伪装者在Yield 1上的得分明显较低。真诚者（非伪装者）在应对认知负荷差异时没有表现出这种模式。这些结果表明，认知负荷的增加可能表明在GSS的屈服部分存在伪装尝试。增加认知负荷可能有助于检测欺骗行为，因为在这些条件下更难以采取欺骗行为。

### 有效性
GSS的一个可能问题是其效度——它衡量的是真正的“内化建议材料”还是仅仅是“服从询问者”。为了验证这一点，Mastroberardino（2013）进行了两个实验。在第一个实验中，参与者被给予GSS2，然后立即针对量表上的项目执行“来源识别任务”。在第二个实验中，一半的参与者立即被给予此识别任务，而另一半则在24小时后被给予此任务。两个实验都发现了更高比例的服从性反应。参与者在“Yield 1”之后内化了更多建议信息，并在评估的“Shift”部分做出了更多服从性反应。在第二个实验中，延迟条件下的参与者比立即条件下的参与者内化的材料更少。这些结果支持了以下观点：GSS2的“Yield 1”和“Shift”部分背后的过程不同——“Yield 1”可能包括内化建议材料和服从性，而“Shift”可能主要归因于服从询问者。GSS无法区分顺从性和暗示性，因为这两个认知过程的结果行为是相同的。

### 暗示性和错误记忆
Leavitt(1997)比较了恢复了性侵犯记忆的参与者与没有性创伤史的参与者的暗示性（由GSS评估）。该研究的结果表明，恢复了记忆的人的平均暗示性得分低于没有性虐待史的人——分别为6.7分和10.6分。这些结果表明，暗示性在记忆形成中的作用并不像之前认为的那么大。